# Bonjour, bonjour
Bonjour, bonjour (französisch für „Guten Tag, guten Tag“) ist ein Lied der Schweizer Schlagersängerin Paola. Es war der Schweizer Beitrag zum Eurovision Song Contest 1969.

## Entstehung und Veröffentlichung
Geschrieben wurde das Lied gemeinsam von Henry Mayer und Jack Stark.
Die Erstveröffentlichung von Bonjour, bonjour erfolgte als Single im März 1969 bei Decca Records. Diese erschien als 7″-Single mit der B-Seite Valse d’amour (Katalognummer: D 19 972). Im Folgejahr erschien das Lied als Teil von Paolas Kompilation Die großen Erfolge (Katalognummer: ND 556).
Um das Lied zu bewerben, erfolgte unter anderem ein Liveauftritt in der ZDF-Hitparade am 24. Mai 1969.

## Eurovision Song Contest
Bonjour, bonjour wurde beim 14. „Gran Premio de la Canción de Eurovisión“ an elfter Stelle von Paola interpretiert. Der Titel erhielt 13 Punkte, womit er Platz fünf von 16 Teilnehmern erreichte.

## Chartplatzierungen
Bonjour, bonjour stieg am 8. April 1969 auf Rang sieben der Schweizer Singlecharts ein, was zugleich die beste Platzierung darstellte. Die Single platzierte sich drei Wochen in den Charts, letztmals am 22. April 1969 und avancierte zu Paolas erstem Charthit in ihrer Karriere.
| ChartsChartplatzierungen | Höchstplatzierung | Wochen |
| ------------------------ | ----------------- | ------ |
| Schweiz (IFPI)           | 7 (3 Wo.)         | 3      |